# Laetmonice armata
Laetmonice armata är en ringmaskart som beskrevs av Addison Emery Verrill 1879. Laetmonice armata ingår i släktet Laetmonice och familjen Aphroditidae. Inga underarter finns listade i Catalogue of Life.